# Simon Le Duc
Pour les articles homonymes, voir Leduc.
Simon Le Duc, surnommé l'Aîné, né à Paris le 15 janvier 1742 et mort à Paris le 22 janvier 1777 , est un violoniste et compositeur français.
Son frère Pierre Leduc (1755–1818) fit également une carrière de violoniste et d'éditeur de musique.

## Biographie
Simon Leduc a été élève de Pierre Gaviniès pour le violon. Il fut un artiste distingué en son temps, codirecteur du Concert Spirituel aux côtés de François-Joseph Gossec et Pierre Gaviniès entre 1773 et la date de son décès.

« Un mois après sa mort, on répétait une de ses symphonies, qui devait être exécutée au Concert des Amateurs le lendemain. Au milieu de l'adagio, le chevalier de Saint-Georges, attendri par l'expression du morceau, et se rappelant que son ami n'existait plus, laissa tomber son archet, et versa des larmes. Cet attendrissement se communiqua bientôt de proche en proche, et tous les concertans quittèrent leurs instrumens et se livrèrent à la plus vive douleur. (Alexandre-Etienne Choron et François-Joseph-Marie Fayolle). »

## Appréciations
Dans son étude sur la musique galante, Robert Gjerdingen (en) note d'étroites ressemblances entre le style de Leduc et celui de ses contemporains napolitains, en particulier Cimarosa. Il dit aussi que « Leduc écrivit une musique très raffinée pour de petites réunions aristocratiques dans des appartements et des salons. L'aisance et la perfection de son style étaient égalées par peu d'autres compositeurs ».

## Œuvres

### Œuvres gravés auXVIIIesiècle
Ces œuvres sont citées par François-Joseph Fétis
1. Sonates pour le violon avec accompagnement d'alto, ou de basse, ou de clavecin, op. 1 ; Paris, La Chevardière.
2. Premier concerto pour violon et orchestre, op. 2 ; Paris, La Chevardière.
3. Symphonies pour l'orchestre, op. 3 ; Paris, Bailleux.
4. Sonates pour violon avec accompagnement de basse, Ve livre, op. 4 ; Paris, La Chevardière.
5. Deuxième concerto pour violon, op. 5.
6. Trois symphonies pour l'orchestre, 2e livre ; Paris, Bailleux.
7. Symphonie concertante pour deux violons, op. 7 ; Paris, Bailleux. Il a été fait deux éditions de cette symphonie, qui a été exécutée au Concert Spirituel avec beaucoup de succès.
8. Sonate pour violon avec accompagnement de basse, œuvre posthume.

### Œuvres connues de nos jours
1. 3 Symphonies, dont la no 3 en mi-bémol majeur
2. une symphonie concertante pour deux violons
3. 3 concertos pour violon
4. Trio pour orchestre en sol mineur, opus 2, no 2, 1767
5. De la musique de chambre

### Œuvres éditées
- 1957 : Simon Leduc, Symphonie en ré majeur [Musique imprimée]. Reconstitution par Fernand Oubradous : XVIIIe – XXe siècle : 11742-1957, Paris, Éditions musicales transatlantiques, 1957. (BNF 39727221)